# SAAS Be 4/4
| Be 4/4                                    | Be 4/4                                         | Be 4/4                                                                                    |
| ----------------------------------------- | ---------------------------------------------- | ----------------------------------------------------------------------------------------- |
| BT Be 4/4 15 in Wattwil im September 2010 |                                                |                                                                                           |
| Erste Eigentümerin, Nummerierung:         | BT 11–16                                       | EB 101–104 BTB 105, 106 SMB 107, 108 (ab 1963: 171, 172) EBT 109, 110 (ab 1963: 107, 108) |
| Anzahl:                                   | 6                                              | 10                                                                                        |
| Hersteller:                               | SAAS (elektr. Teil, Antrieb), SLM (mech. Teil) | SAAS (elektr. Teil, Antrieb), SLM (mech. Teil)                                            |
| Baujahr:                                  | 1931/32                                        | 1932/33 EBT 109: 1944 EBT 110: 1953                                                       |
| Achsformel:                               | B0'B0'                                         | B0'B0'                                                                                    |
| Länge über Puffer:                        | 12'000 mm                                      | 12'400 mm                                                                                 |
| Gesamtradstand:                           | 8'740 mm                                       | 8'900 mm                                                                                  |
| Dienstmasse:                              | 66 t                                           | 64,7 t                                                                                    |
| Höchstgeschwindigkeit:                    | 80 km/h                                        | 80 km/h                                                                                   |
| Stundenleistung:                          | 1199 kW (1630 PS)                              | 1177 kW (1600 PS)                                                                         |
| Anfahrzugkraft:                           | 137 kN                                         | 118 kN                                                                                    |
| Stundenzugkraft:                          | 78 kN bei 55 km/h                              | 85 kN bei 50 km/h                                                                         |
| Treibraddurchmesser:                      | 1040 mm                                        | 1060 mm                                                                                   |
| Anzahl der Fahrmotoren:                   | 4                                              | 4                                                                                         |
| Übersetzungsverhältnis:                   | 1 : 4,2                                        | 1 : 4,533                                                                                 |

Die Be 4/4 ist eine vierachsige elektrische Drehgestelllokomotive mit Einzelachsantrieb die erstmals an die Bodensee–Toggenburg-Bahn (BT) und dann an die Emmental-Burgdorf-Thun-Bahn (EBT), auch als EBT-Gruppe bezeichnet, und von ihr mitbetriebene Bahnen geliefert wurde.

## Beschaffung

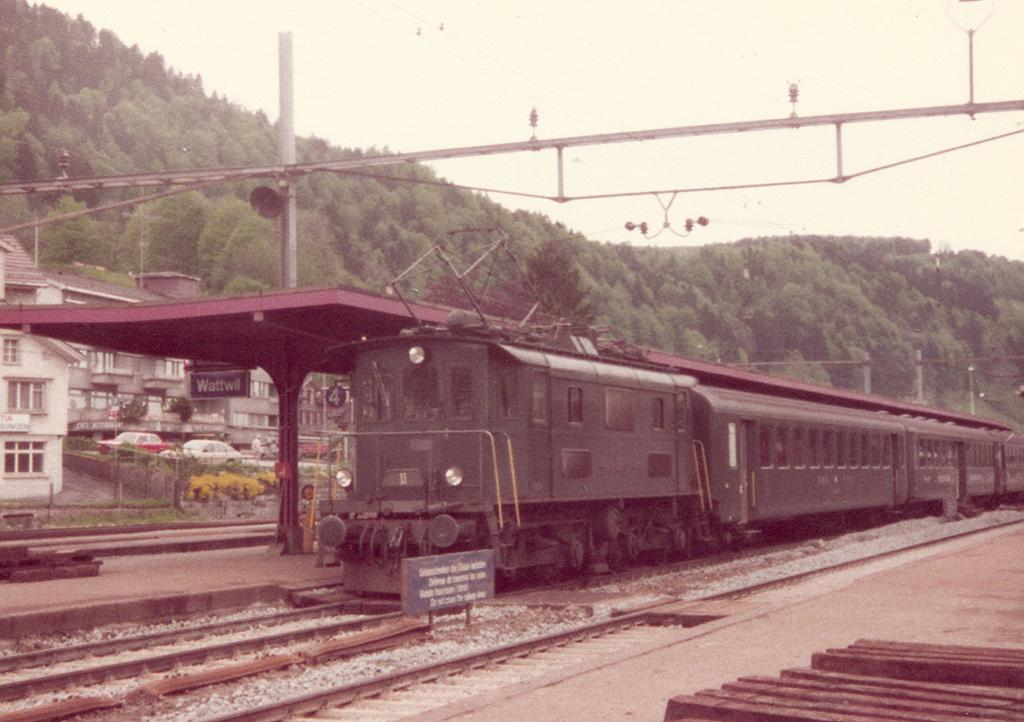
Lok Be 4/4 15 in Wattwil

Anlässlich ihrer Elektrifizierung beschaffte die Bodensee-Toggenburg-Bahn (BT) im Jahre 1930 sechs Lokomotiven der Bauart Be 4/4 und zwei Triebwagen BCFe 2/4. Die Triebwagen waren im elektrischen Teil verwandt mit den Be 4/4 und besassen die gleichen Triebmotoren.
Die Lokomotiven wurden bei den Ateliers de Sécheron (SAAS) in Genf bestellt, die den elektrischen Teil baute und ihren Federantrieb lieferte. Der mechanische Teil stammte von der Schweizerischen Lokomotiv- und Maschinenfabrik in Winterthur. Die Be 4/4 wurde nach dem Vorbild der BBÖ 1170 und der BBÖ 1170.1 entworfen, mit denen man in Österreich bereits gute Erfahrungen gemacht hatte.
Kurze Zeit danach wurden die Emmentalbahn (EB) und Solothurn-Münster-Bahn (SMB) elektrifiziert, und die Burgdorf-Thun-Bahn (BTB) stellte ihren Betrieb von Drehstrom auf 16⅔ Hz-Einphasenwechselstrom um. In diesem Zusammenhang beschafften die drei Eisenbahngesellschaften 1932/33 acht Lokomotiven Be 4/4 und zwölf Triebwagen CFe 2/4. Die Lokomotiven entsprachen im Wesentlichen den Maschinen der BT. Die Triebwagen wiesen die halbe Leistung einer Be 4/4 auf, da nur ein Drehgestell motorisiert war. Die wesentlichen Teile der elektrischen Ausrüstung stimmten aber mit der Be 4/4 überein.
Die Emmental–Burgdorf–Thun-Bahn (EBT), entstanden aus der Fusion von EB und BTB, war mit den Be 4/4 sehr zufrieden und bestellte 1944 und 1953 je eine Maschine nach. Der zweite Nachbau erhielt anstelle des Ölhauptschalters einen Drucklufthauptschalter.

## Konstruktion

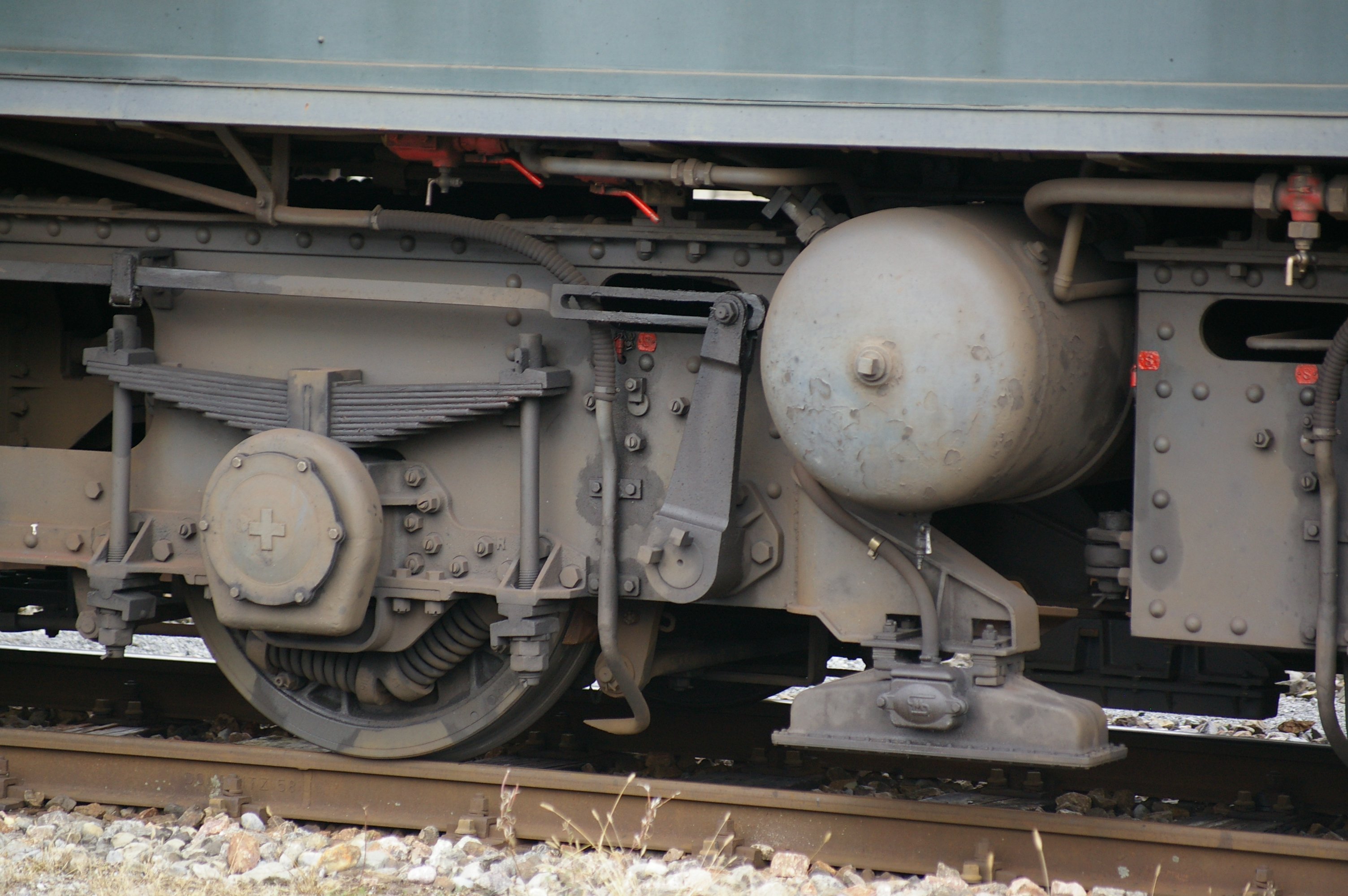
Rad mit Sécheron-Federantrieb.

Die Be 4/4 wurde nach einem für die damalige Zeit sehr modernen Konzept gebaut. Sie waren die ersten normalspurigen Drehgestelllokomotiven mit Einzelachsantrieb in der Schweiz. Die laufachsenlose Lokomotive mit der Achsfolge B0'B0' hat zwei Drehgestelle. Jeder Radsatz wird einzeln von einem Sécheron-Hohlwellen-Federantrieb, einer Weiterentwicklung des Westinghouse-Federantriebs, angetrieben. Die vier Fahrmotoren sind vollständig in den beiden Drehgestellen untergebracht.
Die elektrische Ausrüstung wurde für eine Fahrt von Romanshorn nach Rapperswil und zurück mit einer Anhängelast von 250 Tonnen ausgelegt. Die Lokomotiven mit Hüpfersteuerung haben eine Stundenleistung von rund 1200 kW (1600 PS). Mit einem Dienstgewicht von 66 Tonnen und einer Höchstgeschwindigkeit von 80 km/h sind sie gut geeignet für Nebenbahnen mit leichtem Oberbau.

## Betrieb, Umbauten und Umbezeichnungen

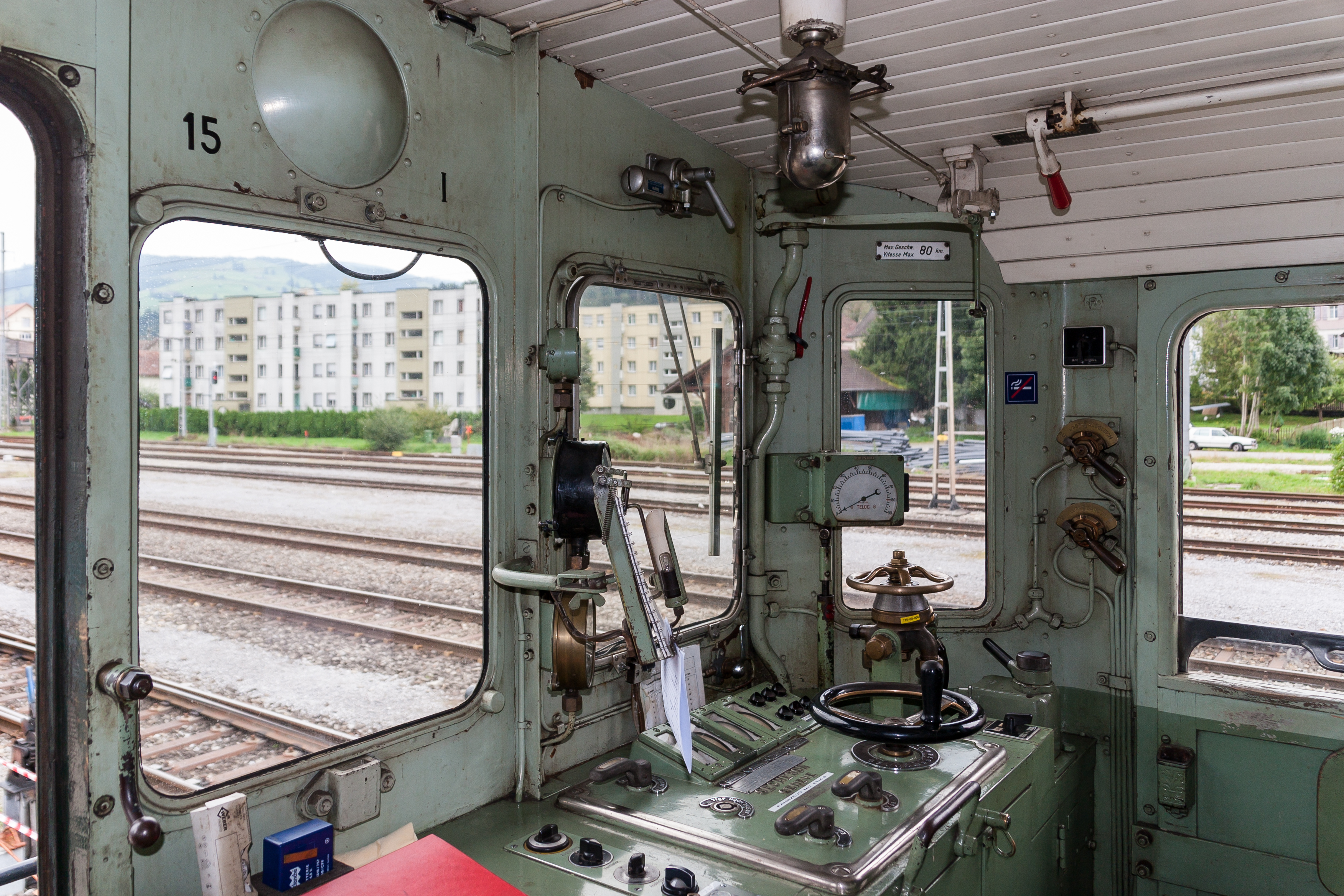
Führerstand der BT Be 4-4 Nr. 15

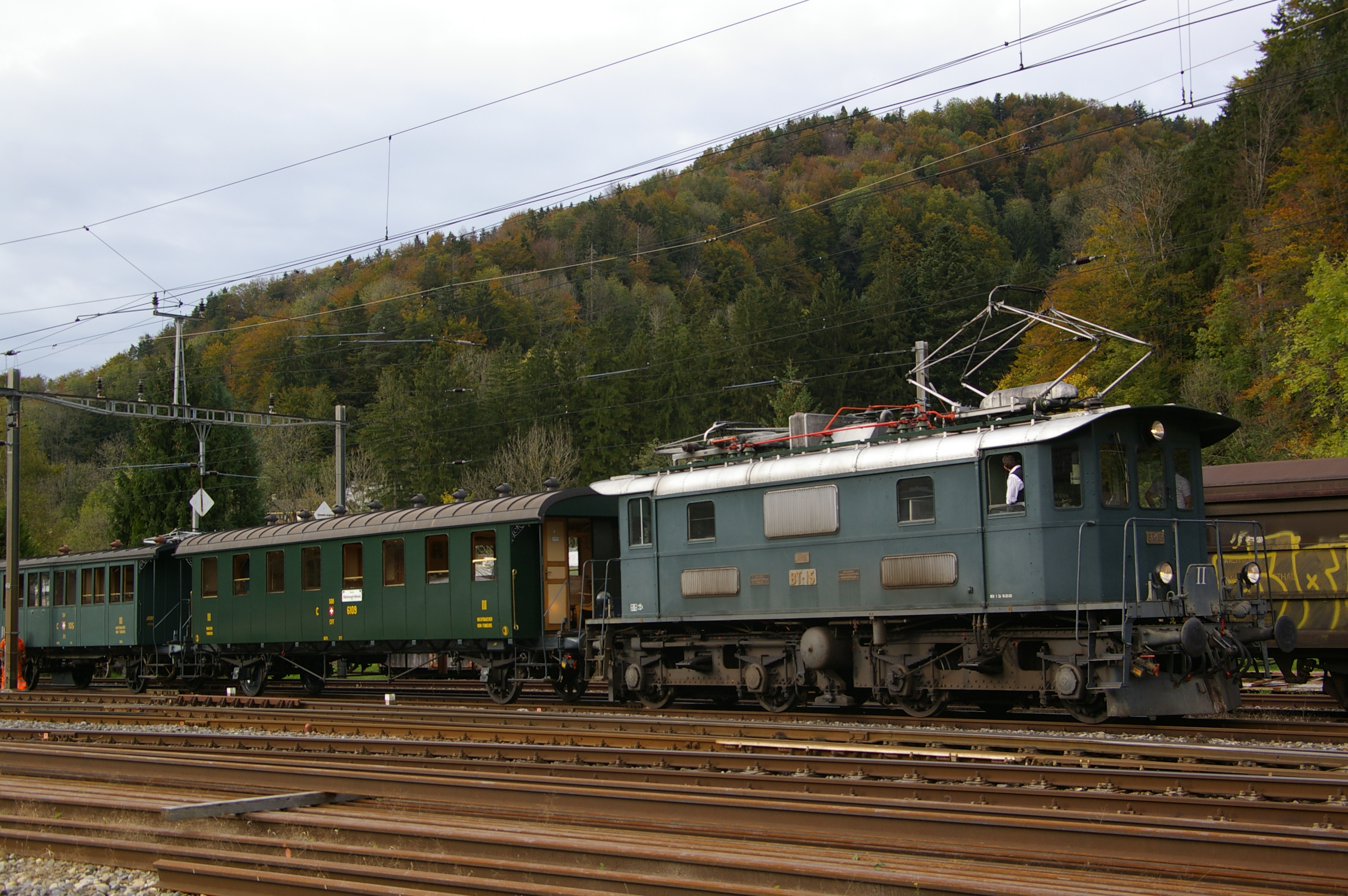
Be 4/4 Nr. 15 der Bodensee-Toggenburg-Bahn, heute im Besitz des Dampfbahn-Vereins Zürcher Oberland, mit alten SBB-Personenwagen im Bauma.

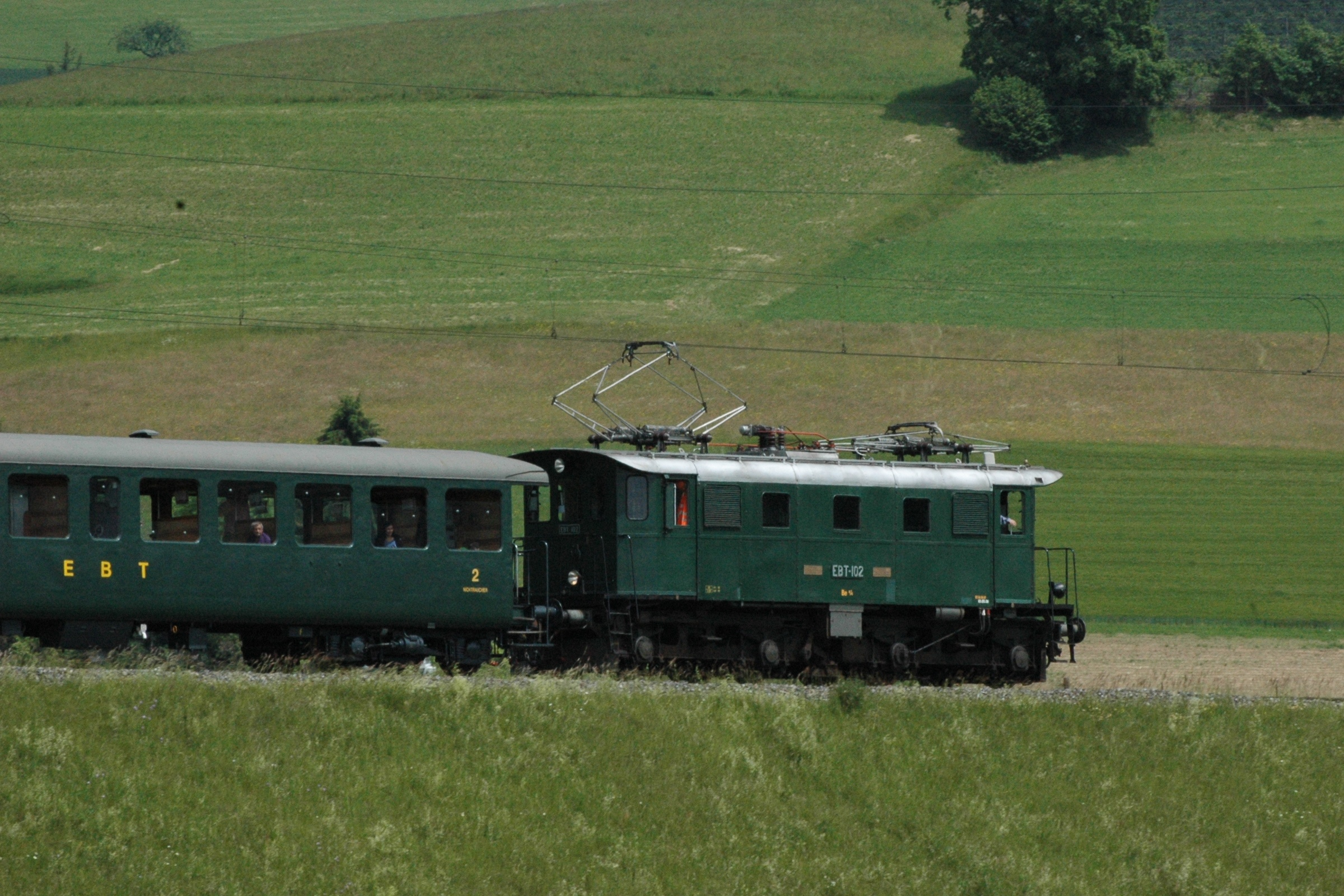
Historische Komposition der EBT mit Lokomotive Be 4/4 Nr. 102, unterwegs zwischen Grosshöchstetten und Konolfingen

### Bei der Bodensee-Toggenburg-Bahn
Die Lokomotiven kamen im Personen- und Güterverkehr und ab 1944 in Schnellzügen auf der so genannten Direkten Linie zum Einsatz. Bei der Aufnahme des elektrischen Betriebs auf der Südostbahn (SOB) half die BT mit zwei Be 4/4 und einem BCFe 2/4 aus, weil die bestellten Fahrzeuge noch nicht verfügbar waren.
Für den Einsatz auf den 50 ‰-Rampen der SOB wurden 1945 bis 1947 die Be 4/4 mit einer Rekuperationsbremse nachgerüstet. Gleichzeitig wurde die automatische Zugsicherung und eine neue Sicherheitssteuerung eingebaut. Ab 1952 wurden die Drehgestelle verstärkt und ein Führerstand für sitzende Bedienung eingerichtet.
Obwohl die Höchstgeschwindigkeit von 80 km/h auf dem Abschnitt Wattwil–Rapperswil nur knapp ausreichte, bewährten sich die Be 4/4 nach wie vor in allen Zugsgattungen auch auf SBB- und SOB-Strecken. Man entschloss sich 1966, die Lokomotiven neu zu verkabeln, den zweiten Führerstand für sitzende Bedienung einzurichten und eine Vielfachsteuerung einzubauen. Damit konnten die Be 4/4 bei Revisionen einen BDe 2/4-Triebwagen ersetzen. Nach Ablieferung der Hochleistungstriebwagen konzentrierte sich der Einsatz auf die Region St. Gallen und das Toggenburg.
Mit der Neuanschaffung der RBDe 4/4-Vorortstriebzüge und der Re 4/4 91–96 wurden die Lokomotiven mit ihren charakteristischen Plattformen überzählig, leisteten aber noch Jahre lang Rangierdienst und wurden für Sonderleistungen beigezogen.

### Bei der EBT-Gruppe
1942 kamen die Be 4/4 101–106 durch die bereits erwähnte Fusion zur Emmental–Burgdorf–Thun-Bahn (EBT). 1963 erhielten SMB-Loks die Nummern 171 und 172, während die später gelieferten Be 4/4 109 und 110 die Nummern 107 und 108 bekamen.
Erwähnenswert sind die regelmässigen Einsätze – zum Teil in Doppeltraktion – vor Güterzügen auf der Strecke Basel–Bern im Jahre 1963.
Ab 1967 wurden die Ölhauptschalter durch Drucklufthauptschalter ersetzt. 1965 bis 1972 wurden die Lokomotiven mit einer Vielfachsteuerung ausgerüstet, die Doppeltraktion mit einer zweiten Be 4/4 oder später auch mit einem De 4/4 erlaubten. So waren sie bis zum Schluss ihrer regulären Betriebszeit im Jahre 2000 vor Güterzügen im Einsatz, oft als Ersatz für eine fehlende Re 4/4III.
Mit der Fusion von EBT, SMB und Vereinigter Huttwil-Bahnen (VHB) gelangten die Loks im Jahre 1997 zum Regionalverkehr Mittelland (RM), wo sie im Jahre 2000 ausrangiert wurden.

## Verbleib

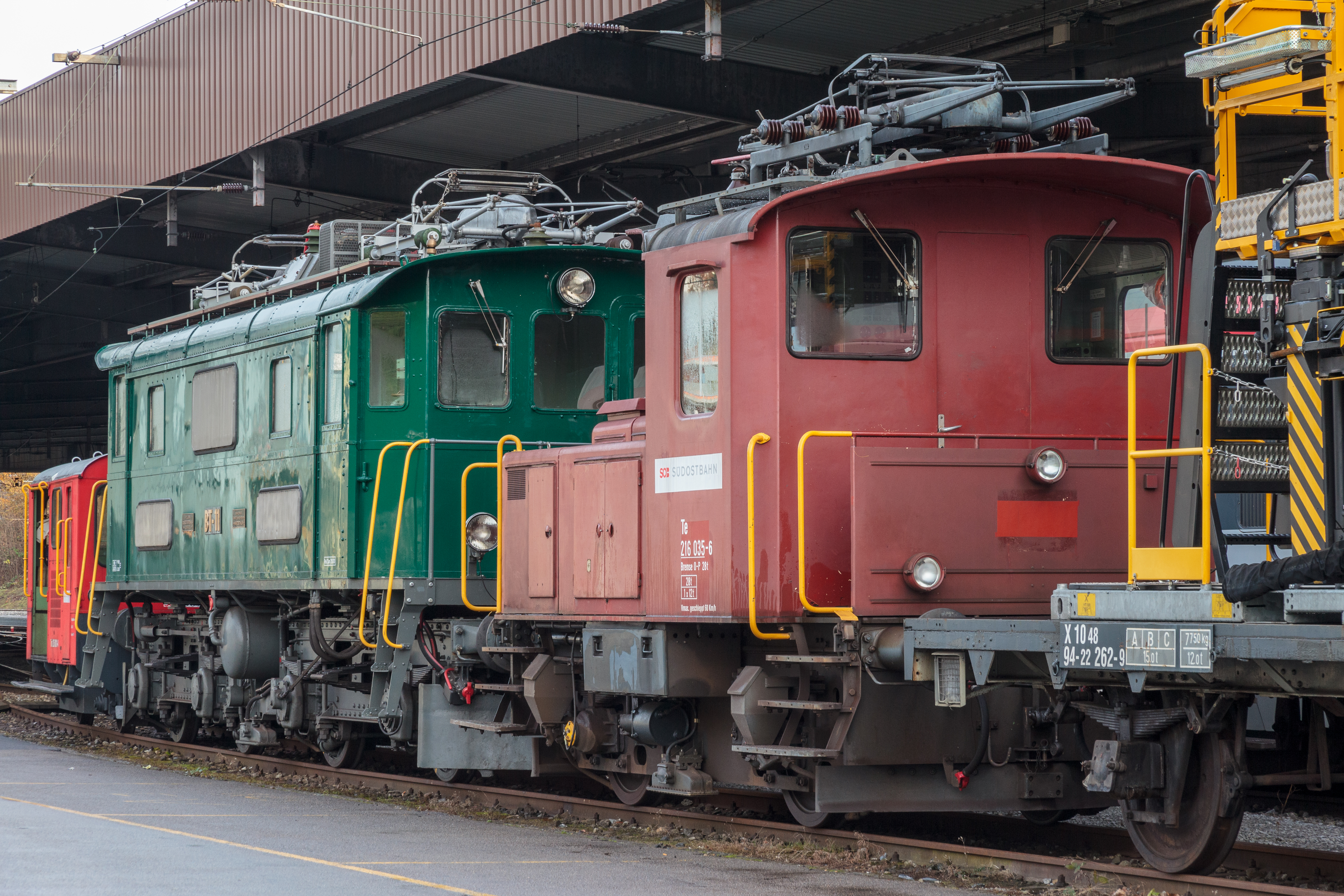
Be 4/4 BT-11, 2012 noch im SOB-Bestand in Herisau

1988 verkaufte die BT mehrere Be 4/4. Maschine Nr. 13 wurde von der Sihltal-Zürich-Uetliberg-Bahn (SZU) erworben und dort als Be 4/4 49 im Güterzugsdienst eingesetzt. 1994 kaufte sie der Dampfbahn-Verein Zürcher Oberland (DVZO), der 1988 bereits Nr. 15 von der BT übernommen hatte. Sie war zuerst als Ersatzlokomotive, später als Ersatzteilspender vorgesehen. 2009 wurde die Lokomotive an die Eurovapor Lokremise Sulgen übergeben. Die mit einem Neuanstrich versehene Maschine soll im Locorama Romanshorn ausgestellt werden.
Lok Nr. 14 kaufte Oswald Steam in Samstagern, wo sie braun lackiert und mit gelben Zierlinien versehen wurden. Durch die Geschäftsaufgabe kam sie in den Besitz der fusionierten SOB, die sie 2006 an die Eurovapor verkaufte.
| Be 4/4  | SLM-Nr. | Besitzer                                 | TSI-Nummer        | VKM      | Standort              | Zustand             | Bemerkung                                                   |
| ------- | ------- | ---------------------------------------- | ----------------- | -------- | --------------------- | ------------------- | ----------------------------------------------------------- |
| BT 11   | 3509    | OpenTrack Railway Technology GmbH        | 91 85 4 416 011-5 | CH-DYNAM | Winterthur            | betriebsfähig       | 2017 von SOB an SLM verkauft, 2022 von OpenTrack übernommen |
| BT 12   | 3510    | Privatperson                             |                   |          | Le Locle              | verschrottet        | bis 2014 bei Swisstrain                                     |
| BT 13   | 3511    | Eurovapor Lokremise Sulgen               |                   |          | Sulgen                | Ausstellungsobjekt  |                                                             |
| BT 14   | 3512    | Eurovapor Lokremise Sulgen               | 91 85 4 416 014-9 | CH-EV    | Romanshorn            | nicht betriebsfähig | brauner Anstrich                                            |
| BT 15   | 3513    | Dampfbahn-Verein Zürcher Oberland (DVZO) | 91 85 4 416 015-6 | CH-DVZO  | Bauma                 | nicht betriebsfähig | in Revision                                                 |
| BT 16   | 3514    | BT                                       |                   |          |                       | verschrottet        | 1997 abgebrochen                                            |
| EBT 101 | 3551    | TR Trans Rail AG                         | 91 85 4 416 101-4 | CH-TR    | 3551                  | verschrottet        | März 2019 abgebrochen                                       |
| EBT 102 | 3552    | BLS-Stiftung                             | 91 85 4 416 102-2 | CH-VHE   | Huttwil               | betriebsfähig       | Gebrauchsleihe durch Verein historische Eisenbahn Emmental  |
| EBT 103 | 3553    | Regionalverkehr Mittelland AG            |                   |          |                       | verschrottet        | Oktober 2000 abgebrochen                                    |
| EBT 104 | 3554    | Verein Historische Eisenbahn Emmental    | 91 85 4 416 104-8 | CH-VHE   | (Uetikon, 08.03.2020) | nicht betriebsfähig | 2023 von CLRA an VHE verkauft                               |
| EBT 105 | 3555    | Verein Historische Eisenbahn Emmental    | 91 85 4 416 105-5 | CH-VHE   | Huttwil               | nicht betriebsfähig | 2023 von CLRA an VHE verkauft                               |
| EBT 106 | 3556    | Regionalverkehr Mittelland AG            |                   |          |                       | verschrottet        | November 2000 abgebrochen                                   |
| EBT 107 | 3849    | Regionalverkehr Mittelland AG            |                   |          |                       | verschrottet        | November 2000 abgebrochen                                   |
| EBT 108 | 4111    | Regionalverkehr Mittelland AG            |                   |          |                       | verschrottet        | November 2000 abgebrochen                                   |
| SMB 171 | 3557    | Association Swisstrain                   | 91 85 4 416 171-7 | CH-SWTR  | (Payerne, 11.08.2018) | betriebsfähig       |                                                             |
| SMB 172 | 3558    | Regionalverkehr Mittelland AG            |                   |          |                       | verschrottet        | November 2000 abgebrochen                                   |